# Trombocitosis esencial

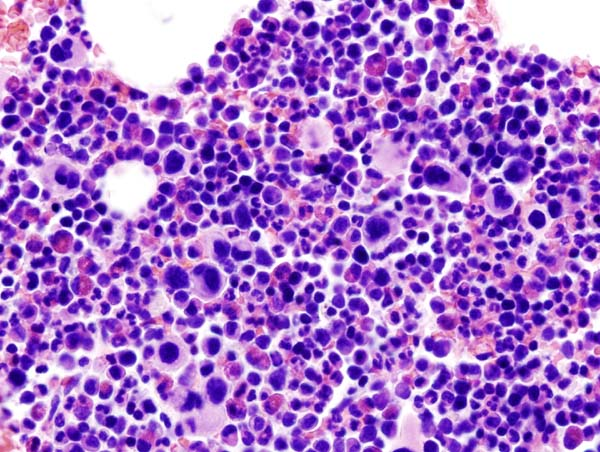
Trombocitosis esencial: tinción con hematoxilina-eosina de un aspirado medular.

La trombocitemia esencial (ET) es una neoplasia mieloproliferativa indolente que puede complicarse por eventos vasculares, incluyendo trombosis y sangrado. Este trastorno también puede transformarse en neoplasias mieloides más agresivas, en particular en mielofibrosis. La identificación de mutaciones somáticas de JAK2, CALR o MPL, se identifica en aproximadamente un 90% de los pacientes, lo que ha mejorado considerablemente el enfoque diagnóstico de este trastorno. El perfil genómico también tiene el potencial de mejorar la cuantificacion del pronóstico y, más generalmente, la toma de decisiones clínicas porque las diferentes mutaciones que causan la patología están asociadas con características clínicas distintas. La prevención de los eventos vasculares ha sido hasta ahora el principal objetivo de la terapia, y sigue siendo extremadamente importante en el tratamiento de los pacientes con ET. Se puede administrar aspirina a baja dosis y fármacos citorreductores con este propósito, siendo el tratamiento citorreductivo principalmente administrado a pacientes con alto riesgo de complicaciones vasculares. Los fármacos citorreductores usados actualmente incluyen hidroxiurea, usada principalmente en pacientes de edad avanzada, e interferón α, principalmente administrado a pacientes más jóvenes. Existe la necesidad de fármacos modificadores de la enfermedad que puedan erradicar la hematopoyesis clonal y / o prevenir la progresión a neoplasias mieloides más agresivas, especialmente en pacientes más jóvenes. En este artículo, utilizamos un formato de discusión basado en casos para ilustrar nuestro enfoque para el diagnóstico y tratamiento de ET.

## Concepto.
La trombocitosis esencial o hemorrágica es un síndrome mieloproliferativo crónico, caracterizado por una trombocitosis marcada en sangre periférica, con proliferación de megacariocitos y trombocitos en la médula ósea. La trombocitemia esencial (ET) es una de las neoplasias mieloproliferativas clásicas (NPP) de Filadelfia negativas, una categoría de la clasificación de la Organización Mundial de la Salud (OMS) de tumores de tejidos hematopoyéticos y linfoides que también incluye policitemia vera (PV) y mielofibrosis primaria )

## Etiología.
La causa de la TE es desconocida.

## Clínica.
Se caracteriza básicamente por:
- fiebre
- Hemorragias.
- Hepatosplenomegalia.

## Diagnóstico.
1. Historia clínica: anamnesis y exploración.
2. Pruebas analíticas:

- Trombocitosis > 600.000 plaquetas / mm³ durante al menos 6 meses; anisoplaquetosis.
- Leucocitosis neutrofílica.
- No suele haber anemia (hematocrito, hemosiderina, ferritina, etc normales).
- Bioquímica con aumento de los niveles de LDH y de vitamina B12.

1. Biopsia de médula ósea: hiperplasia megacariocítica; puede haber una discreta mielofibrosis.
2. Citogenética: sin alteraciones específicas.
3. Técnicas de biología molecular: sin alteraciones específicas.

La trombocitosis se define como el recuento de plaquetas (PLT) ≥450 000 / μl. Los principales tipos de trombocitosis incluyen la trombocitosis reactiva (o secundaria), neoplasias mieloides clonales y trombocitosis familiar o hereditaria

## Complicaciones.
Puede evolucionar a una mielofibrosis con metaplasia mieloide, distinguiéndose en que aparece entonces anemia.

## Tratamiento.

### Consideraciones generales.
Debido a que son una minoría los pacientes que presentan complicaciones severas, y los efectos adversos potencialmente graves de los tratamientos, en general sólo se recomieda tratar a los pacientes de alto riesgo.

### Opciones terapéuticas.
- Quimioterapia:

1. La hidroxiurea es el fármaco más usado, presentando una tasa de éxito de aproximadamente el 90%.
2. El anagrelide es un fármaco inhibidor de la maduración del megacariocito. Tiene una tasa de éxito de entre el 80 y el 90%, y debido a sus pocos efectos secundarios es el tratamiento de elección para el mantenimiento en jóvenes de cifras adecuadas de trombocitos.
3. El interferón α es un inmunosupresor que también presenta altas tasas de éxito, pero sus múltiples reacciones adversas y su coste disminuyen la tolerancia y la adherencia terapéutica, respectivamente. Es el tratamiento de elección en mujeres gestantes.
4. Existen otras drogas, principalmente agentes alquilantes, como el clorambucil, el melfalán, el busulfán, el P32 o el pipobromán, que a pesar de buenas tasas de éxito, son fármacos de última línea por la posibilidad de que produzcan una leucemia.

- Antiagregantes: como el ácido acetilsalicílico, es una opción de tratamiento coadyuvante en pacientes con alto riesgo de efectos trombóticos.
- Tromboaféresis: generalmente reservado para procesos trombohemorrágicos agudos.

- Datos: Q1368780
- Multimedia: Essential thrombocythemia / Q1368780